# Trzciniak atolowy
Trzciniak atolowy (Acrocephalus syrinx) – gatunek małego ptaka z rodziny trzciniaków (Acrocephalidae). Występuje endemicznie na wyspach archipelagu Karolinów należących do Mikronezji.
SystematykaGatunek ten po raz pierwszy opisał w 1833 roku Heinrich von Kittlitz. Autor nadał mu nazwę Sylvia syrinx, a jako miejsce typowe wskazał Lugunor i Uleei, co uściślono później do wyspy Woleai. Obecnie gatunek umieszczany jest w rodzaju Acrocephalus. Dawniej takson ten bywał uznawany za podgatunek wymarłego już trzciniaka słowiczego (A. luscinius), ale jest on od niego mniejszy, ma krótszy dziób i inny śpiew, a odrębność potwierdziły badania genetyczne. Jest to gatunek monotypowy.
MorfologiaDługość ciała około 15 cm. Obie płcie są do siebie podobne.
Zasięg występowaniaWystępuje tylko na wyspach i atolach archipelagu Karolinów: Woleai, Lamotrek, Chuuk, Pohnpei, Nukuoro, Kosrae.
StatusMiędzynarodowa Unia Ochrony Przyrody (IUCN) uznaje trzciniaka atolowego za gatunek najmniejszej troski (LC – Least Concern). Liczebność populacji nie została oszacowana, ale ptak ten opisywany jest jako pospolity przynajmniej w części swego niewielkiego zasięgu występowania. Ze względu na brak dowodów na spadki liczebności bądź istotne zagrożenia dla gatunku BirdLife International uznaje globalny trend liczebności populacji za prawdopodobnie stabilny.